# David Carnegie den yngre

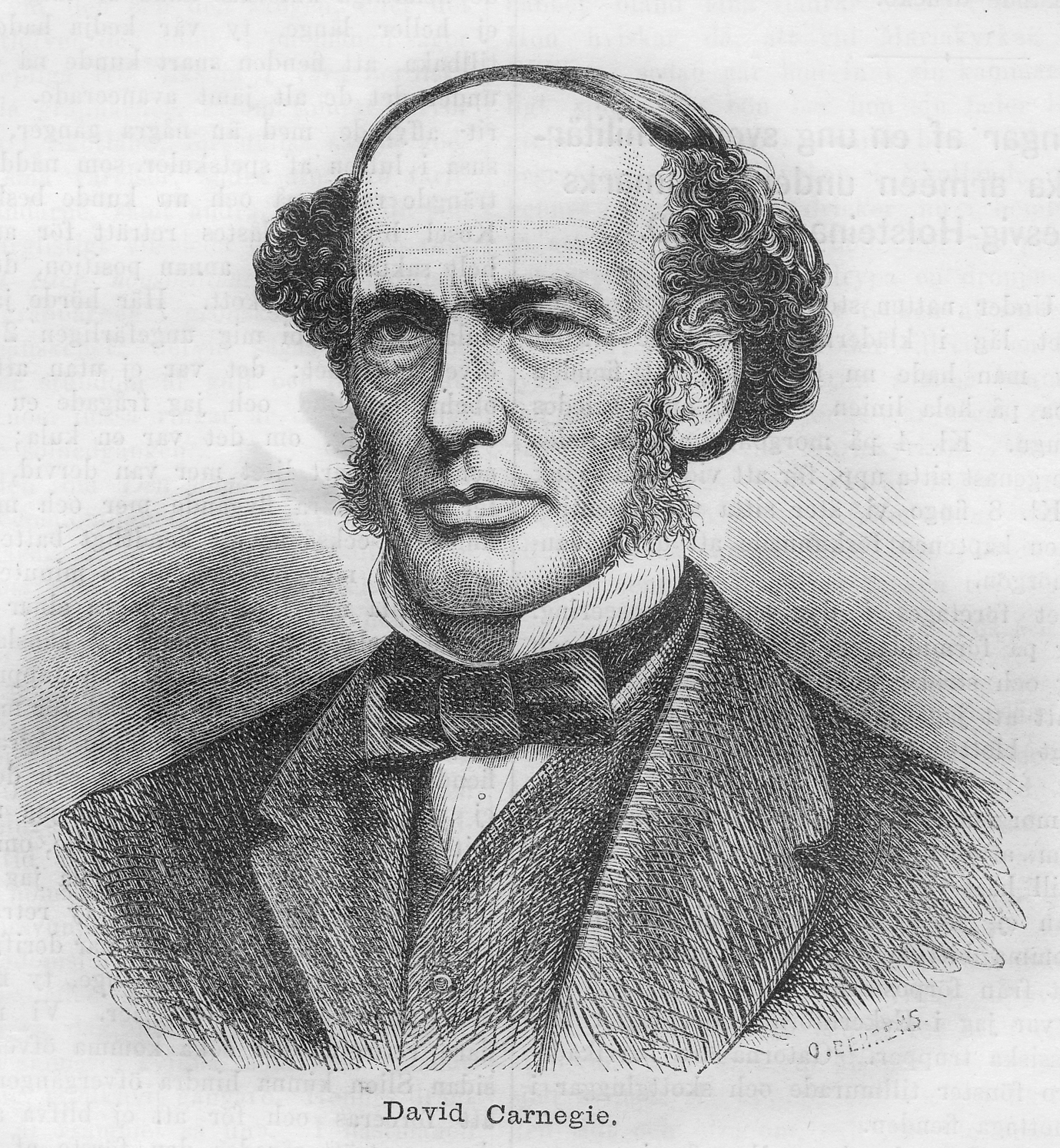
David Carnegie d.y. ur Förr och Nu 1877.

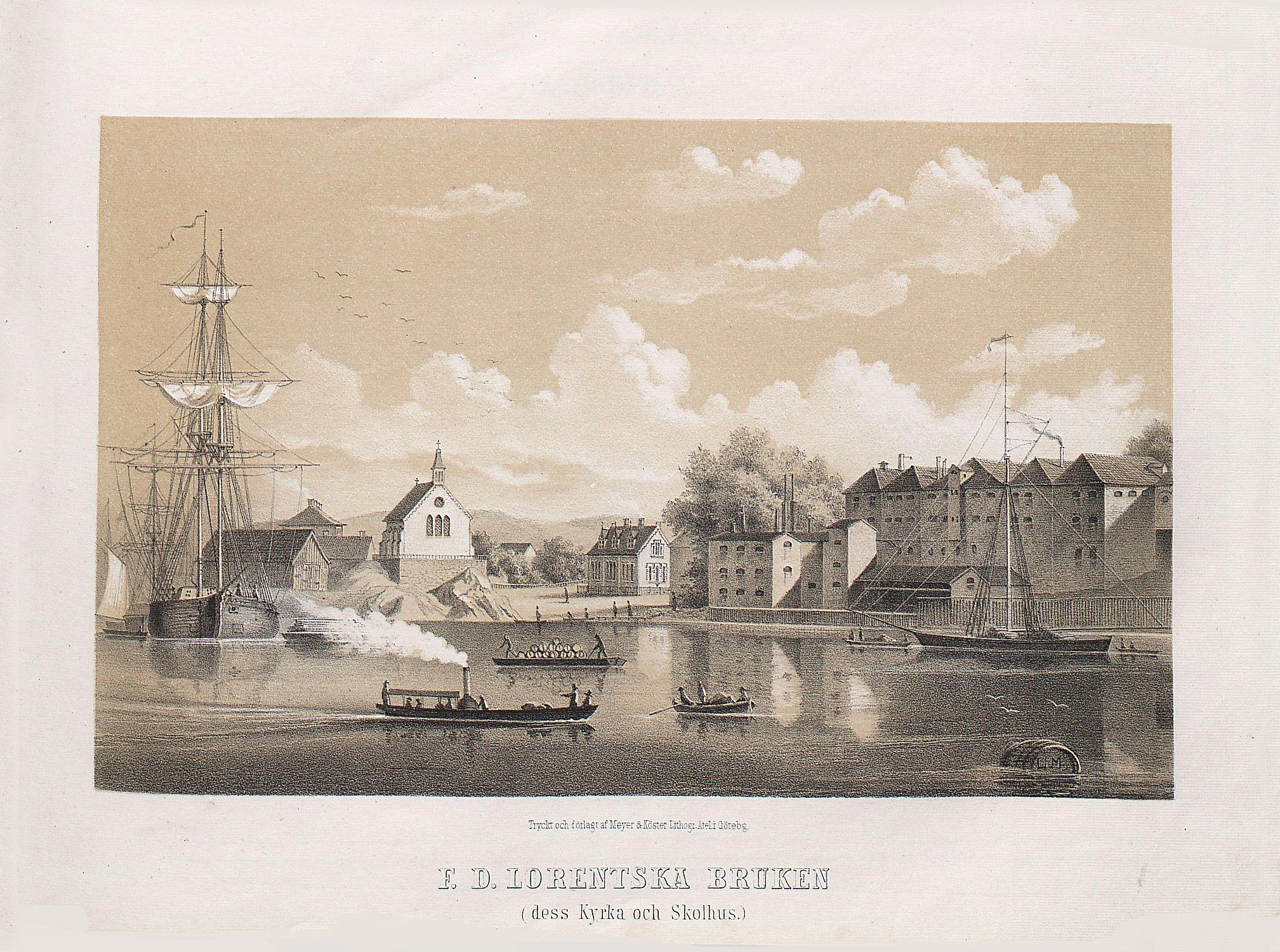
De före detta Lorentska bruken vid Klippan på litografi i planschverk omkring 1860.

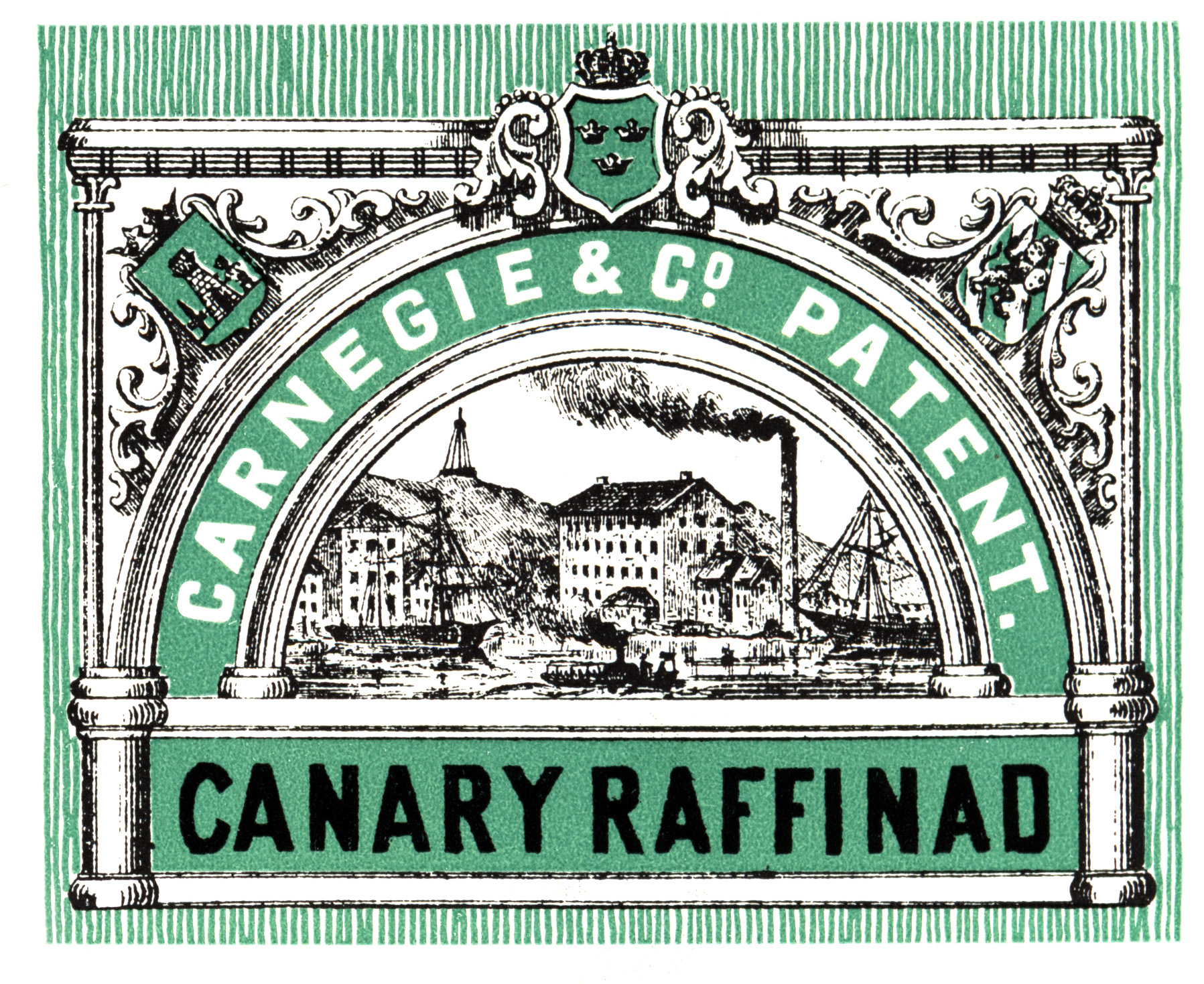
Etikett till sockertopp från det Carnegieska sockerbruket.

David Carnegie den yngre (han skrev sig själv J:r), född 3 maj 1813 i utkanten av London, död 15 februari 1890, var en skotsk-svensk handels- och industriman samt donator.

## Biografi
Både fadern och sonen hade tillfälligt besökt Göteborg på sommaren 1827, innan David Carnegie d.y. som 17-åring i juni 1830 sändes över för att få anställning i farbrodern David Carnegie den äldres firma. Den 3 april 1835 beviljades han tillstånd av Handelssocieteten att bedriva grosshandelsrörelse i Göteborg, och en vecka senare upptogs han som borgare i staden. I slutet av maj 1835 erbjöds David Carnegie d.y. att bli delägare i farbroderns firma, vilket han blev den 9 januari 1836. Den Etonutbildade Carnegie d.y. gjorde direkt succé i Göteborgs kulturliv, med sin elegans och bildning. Han ägde speciella färdigheter i aritmetik, bokföring, franska och tyska.
Det var Abraham Robert Lorent (1770–1833) som hade grundat både sockerbruket (1810) och porterbruket (1813) vid Klippan, men tvingades att bjuda ut dem på auktion den 8 april 1836, vilka då ropades in av David Carnegie d.y. för 120 000 riksdaler banco. Pengarna hade han lånat av sin far samt en kusin, William Robertson (död 1850). Carnegie tillträdde de före detta Lorentska Brukens rörelse från och med 1 juni 1836. Med anledning av att David Carnegie för femtio år sedan blivit ägare till Carnegieska bruken bjöd D. Carnegie & Co den 1 juli 1886 på en fest för kontors- och arbetspersonal med familjer. 1 500 personer kom och Emil och Oscar Ekman, samt David och hans son James Carnegie närvarade.
Genom att Carnegie d.ä. hade ensamrätt i tio år på vakuumkokning, en teknisk nyhet som introducerades 1838, slog han ut de flesta av sina konkurrenter, som använde traditionell teknik. Detta resulterade i att bruken under 1800-talet var stadens till omsättning största företag och en av Göteborgs största arbetsplatser, med över 400 anställda. År 1850 svarade dessa för över 30 procent av Göteborgs industriproduktion, men även en tredjedel av allt socker och sirap i Sverige, totalt 2 800 ton.
Runt bruken vid Klippan växte en unik fabriks- och arbetsmiljö fram för generationer av arbetare. Grosshandelsfirman D. Carnegie & Co, grundades den 4 maj 1803 av David Carnegie d.ä. och kommerserådet Jan Lamberg (1771–1834) och hade sitt kontor på Södra Hamngatan 11. Denna firma övertogs av David Carnegie d.y. år 1840.
Carnegie d.y. flyttade från Göteborg 1841, då han under vintrarna främst vistades på sitt slott Eastbury strax nordväst om London och på somrarna vid sina egendomar Stronvar och Balquhidder i Skottland. Han var dock skriven som boende i och ägare av fastigheten Södra Hamngatan 11 åren 1840–1852. Han deltog därefter inte i den dagliga skötseln, men alla större beslutet krävde hans godkännande. Den direkta ledningen sköttes av John Nonnen (1770–1845) från England och efter dennes död av Oscar Ekman fram till 1907, då även han gick ur tiden. År 1893 utgjorde dess omsättning 7,5 miljoner kronor (> 400 miljoner, omräknat i dagens penningvärde (2007)). Carnegiebolaget upplöstes med Ekmans död 1907 och uppgick då i Svenska Sockerfabriks AB.
Carnegiegatan (1918) i stadsdelen Kungsladugård och Carnegiekajen (1960) i Majorna är uppkallade efter David Carnegie d.y.

## Mecenatenoch donatorn
- David Carnegie skänkte 50 000 kronor till en fond för understöd åt firmans åldrige arbetare och deras enkor och barn samt 100 000 kronor för enahanda ändamål.
- 20 000 kronor skänktes till stiftelsen för samhällets sjuka och ålderstigna tjänare.
- Göteborgs barnsjukhus fick motta 50 000 kronor.
- Han bidrog med 56 000 kronor till Hagakyrkans utförande.
- Kungliga Vetenskaps- och Vitterhetssamhället i Göteborg fick mottaga 10 000 kronor och Uppsala universitet 100 000 kronor, samt 500 000 kronor till Göteborgs högskola.
- Han lät uppföra Sankta Birgittas kapell i Klippan

Carnegie d.y. var ledamot av Nordstjärneorden och av Kungliga Vetenskaps- och Vitterhetssamhället i Göteborg.

## Familj
David Carnegie var brorson till David Carnegie den äldre och son till sjökapten James Carnegie (1773–1851) och Margaret Gillespie (död 1828). Han var gift först med Julie Bolette Zeuthen (död 1841) och en andra gång 1845 med sin kusin Susan Mary Ann Carnegie (1819–1859), med vilken han hade barnen Douglas, James (1846–1925) och Julia Isabella (1850–1930).